# Urs Leuthard

Urs Leuthard, März 2007

Urs Leuthard (* 7. März 1963 in Zürich) ist ein Schweizer Journalist und Fernsehmoderator. Er ist seit 2002 in verschiedenen Funktionen beim Schweizer Radio und Fernsehen tätig.

## Leben
Urs Leuthard absolvierte 1983 die Matura an der Stiftsschule Einsiedeln. Er studierte anschliessend Psychologie, Publizistik sowie Sozial- und Präventivmedizin an der Universität Zürich und schloss 1990 mit dem Lizenziat ab. 
Seine journalistische Tätigkeit begann er 1983 als freier Journalist bei diversen Zeitungen und Zeitschriften. Von 1984 bis 1990 arbeitete er im Teilzeitpensum in der Mitarbeiterschulung der Schweizerischen Kreditanstalt. Nach Abschluss des Studiums arbeitete er von 1991 bis 1994 als Erwachsenenbildner beim Interdisziplinären Spitex-Bildungszentrum Zürich und von 1994 bis 1997 als Redaktor und Moderator eines internen TV-Magazins der Schweizerischen Kreditanstalt.
1997 wurde er Videojournalist und Produzent beim Zürcher Privatsender TeleZüri. 1998 wechselte er als Nachrichtenchef und stellvertretender Chefredaktor zu Tele24. Ab 2001 arbeitete er dann als Redaktor und Moderator beim Wirtschaftsmagazin Cash-TV (auf SF zwei). Danach war er von 2002 bis 2008 Redaktionsleiter und Moderator der politischen Diskussionssendung «Arena» des Schweizer Fernsehens. Von 2008 bis 2011 moderierte er die Politik- und Wirtschaftssendung Rundschau. Er moderierte von 2002 bis 2011 die Sessions-Sendung «Classe Politique». Seit 2002 moderiert er die Abstimmungssonntage, von 2012 bis 2018 war er Redaktionsleiter der Tagesschau und von 2016 bis 2020 Projektleiter Newsroom19 SRF. 2020 übernahm er die Leitung der TV-Bundeshausredaktion SRF in Bern.
Mit seiner Ehefrau Rahel Kindermann Leuthard hat er zwei Kinder. Er ist der Cousin der früheren Bundesrätin Doris Leuthard.

## Publikationen
- mit Tinu Niederhauser: Strukturiert Improvisiert. Frei reden. Sicher auftreten. Erfolgreich kommunizieren. NZZ Libro, Zürich 2023, ISBN 978-3-907396-20-9.